# 朴恒緒
朴 恒緒（パク・ハンソ、朝鮮語: 박항서、英: Park Hang-seo、1957年10月1日-）は、韓国の元サッカー選手。現サッカー指導者。現役時代のポジションはミッドフィールダー。2017年9月より2023年1月までベトナム代表の監督を務めた。

## 選手経歴
AFCユース選手権1978で優勝したU-20韓国代表のキャプテンを務めた。1981年3月8日、日本戦でA代表デビューを果たし、1-0の勝利を収めた。朴はセミプロクラブである韓国第一銀行FCに入団後、兵役服務中の選手が在籍する金泉尚武FCで兵役義務を全うした。1984年から1988年までラッキー金星ファンソ(現FCソウル）でプレーし、1985年のKリーグ優勝に貢献した。そのシーズンにはKリーグベストイレブンに選ばれた。

## 指導者経歴
現役引退後、1989年にラッキー金星ファンソのコーチに就任し、指導者としてのキャリアをスタートさせた。1997年から2000年2月まで、水原三星のコーチを務めた。

### U-23韓国代表
2002年のFIFAワールドカップでは、韓国代表フース・ヒディンク監督の2人のアシスタントコーチのうちの1人であった。2002年8月、2002年アジア競技大会の韓国代表監督に就任した。しかし韓国サッカー協会(KFA)は韓国で共催した2002年FIFAワールドカップに集中していたため、2002年アジア競技大会参加チームであるU-23韓国代表に向けての準備をしておらず、同チームは監督やコーチングスタッフが2年間いないという状況であった。またKFAは、正式に朴と署名しなかったので、彼を給料を与えずに働かせていると批判された。結局就任2か月後に迎えたアジア大会では、韓国は準決勝でPK戦の末イランに敗れ、その後銅メダルを獲得したものの、朴は大会後に解任された。

### 韓国での監督キャリア
2005年8月、Kリーグで新たに結成された慶南FCの監督に就任した。 2007年のKリーグシーズンで4位に入ったが、朴はチーム内部の争いによりチームを去った。2007年12月、全南ドラゴンズの監督に就任した。 チームは2008年のリーグカップ準優勝、2009年のKリーグで6位に終わった。2010シーズン、成績不振で辞任した。 2012年から2015年まで、金泉尚武FCを指揮した。チームは2013年と2015年に同国の2部リーグ、Kリーグチャレンジで優勝した。2015年シーズンでの契約満了後、チームを去った。2017年、3部リーグであるナショナルリーグに所属する昌原市FCの監督に就任した。 2017年韓国ナショナルリーグ選手権で優勝し、大会最優秀監督に選ばれた。

### ベトナム代表
2017年9月29日、ベトナム代表の監督に就任した。 U-23チームの監督にも就任し、AFC公式大会でベトナム初の決勝となるAFC U-23選手権2018の決勝進出に導いた。2018年アジア競技大会でも準決勝に進出し、56年ぶりに4位に入り、称賛された。 2018年12月15日、ハノイのミーディン国立競技場で行われた決勝の第2戦でマレーシアを3-2で破って東南アジアサッカー選手権を制し、ベトナムに10年ぶりのタイトルをもたらした。 2019年のAFCアジアカップでは準々決勝に進出したが、最終的に準優勝した日本に1-0で敗れた。2019年11月6日、ベトナム代表とU-23チームの監督契約を2022年まで延長した。2022年東南アジアサッカー選手権での準優勝を最後に、2023年1月31日をもってベトナム代表監督を退任。

## 人物・エピソード
本貫は潘南朴氏。敬虔なメソジストである。
ベトナムのメディアから「コーチターミネーター」の愛称で親しまれ、多くの注目すべき監督を倒し、解雇に追いやった。朴のベトナムに敗北して解任または辞任した監督には、フース・ヒディンク（U-23中国代表）、ベルト・ファン・マルワイク（オーストラリア代表）、ジャン・コシアン（イエメン代表）、スヴェン=ゴラン・エリクソン（フィリピン代表）、アントワン・ヘイ（ミャンマー代表）、サイモン・マクメネミー（インドネシア代表）、シリサク・ヨーディアドタイ（タイ代表）、アレシャンドレ・ガマ（U-23タイ代表）がいる。
大の日本嫌いで、ベトナムでプレー経験のある松井大輔は日本戦の実況中継中に「すごく嫌いなんでね、日本が。めちゃくちゃ言われたことありますから、日本の製品は使わないとか」と発言している。

## 獲得タイトル

### 選手時代

#### 漢陽大学
- 全国サッカー選手権大会準優勝: 1980[19]

- 大統領杯全国サッカー大会: 1977[20]

#### ラッキー金星ファンソ
- Kリーグ1: 1985[21]

#### 韓国 U20
- AFCユース選手権: 1978[22]

#### 個人
- Kリーグ1ベストイレブン: 1985

### 監督時代

#### 全南ドラゴンズ
- 韓国リーグカップ準優勝: 2008[23]

#### 金泉尚武FC
- Kリーグ2:2013、2015[24]

#### 昌原市FC
- 韓国ナショナルリーグ選手権: 2017

#### 韓国 U23
- アジア競技大会銅メダル: 2002[25]

#### ベトナムU23
- AFC U-23選手権準優勝: 2018

- アジア競技大会4位: 2018[26]

#### ベトナム
- 東南アジアサッカー選手権: 2018[27]

#### ベトナムU22
- 東南アジア競技大会: 2019[28]

#### 個人
- Kリーグ2年間最優秀監督: 2013[29]

- 韓国ナショナルリーグ選手権最優秀監督: 2017
- AFF年間最優秀監督: 2019[30]

HLV Park Hang-seo dự lễ cưới Thành Chung, CĐV phát sốt với sự xuất hiện của “nam thần” Văn Hậu